# Керниг, Владимир Михайлович
Влади́мир Миха́йлович Ке́рниг (1840—1917) — российский терапевт, один из организаторов высшего женского медицинского образования в России.

## Биография
Вольдемар Керниг родился в Петербурге в 1840 году в семье переплетчика книг немецкого происхождения Бенджамина Михаэля Кернига (1788—1862) и его супруги Вильгемины Елизаветы (урожд. Персон). Первоначальное образование получил в Петришуле (1852—1856). В 1864 году окончил Дерптский университет и получил степень доктора медицины за диссертацию, посвящённую колебаниям температуры тела у здоровых и больных людей (Experimentelle Beiträge zur Kenntniss der Wärmeregulirung beim Menschen).
В том же году стал работать в Обуховской больнице в Санкт-Петербурге, в 1865 году занял должность ординатора.
В 1873—1890 годах состоял врачом в школе глухонемых, в 1881—1886 гг. был преподавателем внутренних болезней на Женских врачебных курсах. С 1884 года состоял консультантом по внутренним болезням при ведомстве учреждений Императрицы Марии. Председатель Общества немецких врачей в Петербурге.
В 1890—1911 годах — главный врач Обуховской больницы. В 1911 году вышел в отставку со званием почётного консультанта больницы.
Умер в Петрограде 19 апреля 1917 года. Похоронен на Смоленском лютеранском кладбище.

## Достижения
Описал характерный для менингита признак (рефлекторная сгибательная контрактура в коленном суставе). Описал (1904) острый перикардит после тяжелых приступов стенокардии и дал объяснение патогенеза этой болезни, положив начало учению об инфаркте миокарда. Являлся одним из организаторов высшего женского медицинского образования в России, один из инициаторов создания Женского медицинского института.

## Важнейшие труды
- «Ueber Milzabscesse nach Febris recurrens» («St.-Petersburger medic. Zeitschrift», 1867);
- «Ueber subfebrile Zustände von erheblicher Dauer» («Deutsches Archiv für klinische Medicin», 1879);
- «Vorläufiger Bericht über die in der Frauen-Abtheilung des Obuchow-Hospitals nach Kochscher Methode behandelten Schwindsüchtigen» («St.-Petersb. med. Wochenschrift», 1891);
- «Ueber subcutane Injectionen des Liquor arsenicalis Fowleri» («Zeitschrift für klinische Medicin», 1895);
- «Ueber Dämpfungen an den Lungenspitzen ohne pathologische Veränderungen in denselben» (там же, 1898);
- «Bericht über die mit Tuberkulin R. im Obuchow-Frauen-Hospital behandelten Lungenkranken» («St.-Petersb. medic. Wochenschrift», 1898);
- «Об одном малоизвестном признаке воспаления мягкой мозговой оболочки» (Врач, 1884, № 27);
- «К выстукиванию желудка» (ib., 1889, № 46);
- «О подкожных впрыскиваниях мышьячного Fowler’oвa раствора» (ib., 1895, № 5);
- «О притуплении перкуторного тона над легочными верхушками без патологических изменений в них» («Русский архив патологии, клинической медицины и бактериологии» Подвысоцкого, т. III, 1897);
- «О пользе хинина при лечении брюшного тифа и несколько замечаний о хинине при некоторых других болезнях» (ib., т. XIII, 1902);
- «О перикардите и других объективных изменениях в сердце после приступов грудной жабы» («Русский врач», 1904, № 44) и др.